# Louis Riel
Louis David Riel, född 22 oktober 1844 i Winnipeg, död 16 november 1885 i Regina, var en kanadensisk politiker och upprorsledare av métisursprung.
År 1869 ledde Riel en motståndsrörelse mot den nyutnämnde kanadensiske guvernören. Man intog Fort Garry och upprättade i december en provisorisk regering med Riel som president. En expedition under överste Wolseley sändes ut och intog den 24 augusti 1870 Fort Garry, men avstod från att häkta Riel.
Riel valdes 1873 till medlem av Kanadas parlament, men tog inte plats där. Valet förklarades senare ogiltigt, varpå han omvaldes 1874. År 1875 beslöts det att han skulle förlora mandatet. Hans fåfänga och mystiska läggning övergick senare till psykisk störning, och 1877-78 var han intagen på mentalsjukhus. 
Riel levde under åren 1879-1884 i lugn som farmare i den amerikanska delstaten Montana, men sistnämnda år uppmanades han av en deputation från mestiserbefolkningen att återvända till Kanada och företräda sina landsmän. Han åstadkom snart en ny resning, som dock slogs ner våren 1885. 
Riel togs till fånga den 15 maj samma år, dömdes till döden som förrädare och avrättades genom hängning. Den franska befolkningsgruppen i Kanada såg i avrättningen en yttring av rasförföljelse från den engelska befolkningsgruppens sida, och i den närmaste tidens partistrider spelade frågan om rättvisan i Riels avrättning en ganska stor roll.